# Perry Richardson
Perry Richardson (né le 7 juillet 1963 à Conway dans l'État de la Caroline du Sud aux États-Unis) était le bassiste et est l'un des membres fondateurs du groupe FireHouse. En 2017, il rejoint le groupe de hard Rock / Heavy métal STRYPER

## Discographie

### FireHouse
- FireHouse (1990)
- Hold Your Fire (1992)
- 3 (1995)
- Good Acoustics (1996)
- Category 5 (1999)
- Bring 'Em Out Live (1999)